# Yokosuka Tenga
Yokosuka Tenga (天河 – Thiên hà) là một mẫu máy bay ném bom trang bị động cơ phản lực đề xuất cho Hải quân Đế quốc Nhật Bản trước khi Chiến tranh Thế giới II kết thúc. Ý tưởng là sẽ thay thế động cơ piston của P1Y1 bằng động cơ phản lực.
Loại động cơ được lựa chọn là Ishikawajima Ne-30, khi đó vẫn đang được phát triển. Tuy nhiên, trước khi mẫu thử được chế tạo thì cả đề án Ne-30 và Tenga đều bị hủy bỏ do các khó khăn về kỹ thuật của động cơ tuabin.

### Máy bay có cùng sự phát triển
- Yokosuka P1Y

### Máy bay có tính năng tương đương
- Arado Ar 234